# Andreas Michel (Zahnmediziner)
Andreas Michel (* 14. August 1861 in Lohr am Main; † 1. Oktober 1921 in Würzburg) war ein deutscher Mediziner und Zahnarzt. Er begründete die Universitätszahnklinik der Universität Würzburg.

## Leben
Andreas Michel wurde als Sohn des Lohrer Kaufmanns und Landwehrmajors Max Joseph Michel geboren. Seine schulische Laufbahn begann er an Elementar- und Lateinschule zu Lohr. Anschließend besuchte er das Realgymnasium in Würzburg.
Michel studierte in München, Basel und Würzburg Medizin und Zahnmedizin. Ab 1881 war er beim Corps Makaria aktiv, von dessen Altherrenverband er 1906 den Vorsitz übernahm (Der Erwerb des Würzburger Corpshauses in der Randersackererstraße 15 war vor allem ihm zu verdanken). Er wurde zum Dr. med. promoviert und erwarb 1882 in Basel die zahnärztliche Approbation. Anschließend war er dreieinhalb Jahre Assistent des amerikanischen Zahnarztes J. M. Mastny und des Arztes und Zahnarztes Meiler in Würzburg. 1883 erhielt er auf Grund seiner Monografie Replantation und Transplantation menschlicher Zähne vom staatlichen Dentalcollege Visconsin den Magistergrad der Zahnheilkunde und einen Titel als Dr. of Dental Surgery. Die deutsche Approbation als Zahnarzt erwarb er 1886 an der Universität Würzburg. In Würzburg übte er daraufhin die zahnärztliche Praxis aus und heiratete im selben Jahr Maria, geborene Berg. Zum Doktor der Medizin, Chirurgie und Geburtshilfe wurde Michel 1895 in Basel promoviert. Die mit magna cum laude benotete Dissertation behandelt die „Gürberschen Serumeiweiß-Kristalle“.
Im Jahr 1897 widmete er sich der seit Langem diskutierten Frage zur Rolle der Fluoride für die Zahngesundheit. "Von verschiedenen Seiten" sei auf das reichliche Vorkommen von Fluorcalcium im Schmelz hingewiesen worden, das einmal durch seine Härte aber auch durch seine allen Fluoriden zukommende „antibakteriellen und antifermentativen Eigenschaften der Caries einen Damm entgegensetzen könnte.“ Bei seinen chemischen Analysen von Zähnen erhielt er „das nicht erwartete Resultat, dass ein Unterschied im Fluorgehalt cariöser und intacter Zähne nicht besteht, weshalb ich mich zu der Behauptung berechtigt fühle, dass jedenfalls dem Fluor nicht eine in der oben angedeuteten Weise zukommende Bedeutung für die Cariesfrequenz zugeschrieben werden darf.“ In der Ausgabe von 1973 seiner Geschichte der Zahnheilkunde berichtet Walter Hoffmann-Axthelm, dass der Zahnarzt und Hofrat Andreas Michel „den Schmelz gesunder und kariöser Zähne auf seinen Fluorgehalt“ untersuchte und kritisiert etwas dubios: „Da diese Untersuchungen von falschen Voraussetzungen ausgingen, war das Ergebnis ein negatives.“ In der Auflage von 1985 findet er Michel schon nicht mal mehr erwähnenswert.
1898 wurde Michel als Nachfolger von Jakob Bertens zum Vorstand des zahnärztlichen Institutes Würzburg ernannt und begann Vorträge über Zahnheilkunde an der dortigen Universität zu halten. Am 4. Februar 1901 erhielt sein zahnärztliches Privatinstitut den Status einer Königlichen Universitätszahnklinik. Am 31. Dezember 1903 verlieh Prinzregent Luitpold Michel den Titel eines Königlichen Professors. 1908 wurde er zum außerordentlichen Professor für Zahnheilkunde ernannt. Schwerpunkte seiner Lehrtätigkeit waren die zahnärztliche Chirurgie, Zahn- und Mundkrankheiten, Zahnfüllungsmethoden sowie Zahn- und Kieferersatz.
Im Rahmen der Eröffnung der neuen, 1911 fertiggestellten Würzburger Universitäts-Zahnklinik an der Ecke Pleichertorstraße/Pleicherwall, deren Gründung und Ausbau als Lebenswerk Michels gilt, erhielt er 1912 den Titel eines königlich bayerischen Hofrates.
Während des Ersten Weltkrieges war Michel Chefarzt des Reservelazaretts Abteilung Zahnklinik und fachärztlicher Beirat des Sanitätsamtes des königlich bayrischen II. Armeekorps.

## Ehrungen
- Ehrendoktorwürde (Dr. med. dent. h. c.)
- Hofrat
- König Ludwig-Kreuz
- Silberne Verdienstmedaille des Central-Vereins deutscher Zahnärzte
- Ehrenmitglied der zahnärztlichen Vereinigungen von Bayern, Hessen und Frankfurt
- Korrespondierendes Mitglied der zahnärztlichen Gesellschaft Breslau

## Veröffentlichungen (Auswahl)
- Untersuchungen über den Fluorgehalt normaler und cariöser Zähne. In: Deutsche Monatsschrift für Zahnheilkunde. Band 15, 1897, S. 332
- Die konservierende Zahnheilkunde. Leipzig 1912